# Berto Romero

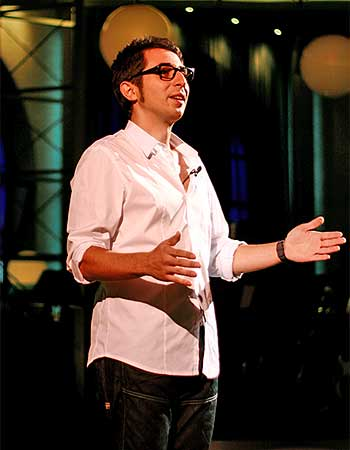
Berto Romero

Berto Romero (Cardona, 17 november 1974) is een Catalaanse humorist.

## Biografie
Romero is lid van het theatergezelschap El Cansancio (de moeheid), radiopresentator van Ràdio Flaixbac en medepresentator van het televisieprogramma Buenafuente (laSexta).